# Ich werde dich auf Händen tragen (film 1943)
Ich werde dich auf Händen tragen è un film del 1943 diretto da Kurt Hoffmann.

## Produzione
Il film fu prodotto dalla Tobis Filmkunst di Berlino.

## Distribuzione
Distribuito dalla Deutsche Filmvertriebs (DFV), uscì nelle sale cinematografiche tedesche presentato il 19 ottobre 1943 al Marmorhaus di Berlino.